# South32
South32 est une entreprise minière issue en 2015 de la scission de BHP Billiton des activités minières. Elle est cotée à l'Australian Securities Exchange et est également cotée à la Bourse de Johannesburg et à la Bourse de Londres.

## Histoire
En juin 2018, South32 annonce acquérir pour 1,3 milliard de dollars une participation de 83 % dans Arizona Mining, une entreprise canadienne minière, pour compléter sa participation de 17 % qu'il possède déjà dans cette dernière.
En octobre 2021, South32 acquiert la participation de 45 % de Sumitomo Corporation dans une mine de cuivre chilienne, pour 1,55 milliard de dollars.

## Implantations
South32 est implanté en Australie, en Afrique du Sud, au Mozambique et en Colombie et a un partenariat minoritaire (36 %) dans une raffinerie d'alumine au Brésil.

### Extraction
- Les mines de manganèse souterraines de Wessels et de Mamatwan, la mine à ciel ouvert de Hotazel dans la Cap-Nord en Afrique du Sud ;
- Une mine de bauxite (et une raffinerie d'alumine) à Worsley en Australie-Occidentale, à travers la société Worsley Alumina (détenue à 86 %). Une partie de l'alumine est exportée vers les fonderies africaines de South32 pour être transformée en aluminium ;
- La mine d'argent, de plomb et de zinc de Cannington, dans le Queensland en Australie ;
- La mine de nickel du Cerro Matoso (et la fonderie) dans le département de Córdoba en Colombie ;
- Trois mines souterraines de charbon à coke près de Wollongong, en Nouvelle-Galles du Sud, à travers la société Illawarra Metallurgical Coal ;
- La mine de manganèse sur Groote Eylandt dans le Territoire du Nord et l'usine d'alliages à Bell Bay en Tasmanie, à travers la société Australia Manganese (participation de 60 %);
- Quatre mines de charbon et le traitement associé près des villes de Witbank et Middelburg dans le Mpumalanga en Afrique du Sud, à travers la société Energy Coal.

### Exploitation et production
- Fonderie d'aluminium à Richards Bay, KwaZulu-Natal, en Afrique du Sud ;
- Fonderie d'aluminium de Mozal (47,1 %) au Mozambique ;
- Fonderie de métalloïdes à Meyerton, Gauteng, en Afrique du Sud ;
- Projet Hermosa, anciennement détenu par Richard Warke, dirigé par Arizona Mining Inc

## Actionnaires
Liste des principaux actionnaires au 22 février 2022 :
| Actionnaire                                 | %      |
| ------------------------------------------- | ------ |
| en:Computershare                            | 6,72 % |
| BlackRock Fund Advisors                     | 3,19 % |
| The Vanguard Group                          | 2,61 % |
| Norges Bank Investment Management           | 2,42 % |
| T. Rowe Price International                 | 1,74 % |
| Vanguard Investments Australia              | 1,46 % |
| T. Rowe Price Associates                    | 1,13 % |
| en:Jupiter Asset Management                 | 0,98 % |
| BlackRock Investment Management (Australia) | 0,97 % |
| BlackRock Investment Management (UK)        | 0,88 % |